# Grb Krapine
Grb Grada Krapine ima oblik štita i obrubljen je crnom bojom. Unutar štita na plavoj podlozi nalaze se tri kule od tesana kamena koji predstavljaju simbol krapinske tvrđave. Srednja kula je najviša i nosi četiri kruništa s dva usporedna prozora u gornjem katu. Kule sa strane su niže i imaju po tri kruništa i visoki krov koji sa strane nosi po jednu nataknutu kuglu. Sprijeda su kule zaštićene zidom koji u sredini ima vrata nad kojima se uzdiže mali toranj s krovom. Na krajnjim dijelovima zida smješten je po jedan mali šiljatim krovom prekriveni tornjić. Polje grba je plave boje dok su krovovi kula i tornjića crvene boje. Zidovi su bijele boje s crnim prugama.
Grb Grada Krapine obrubljen žutom bojom, nalazi se u središtu zastave Grada Krapine, koja je crvene boje.
Suvremeni grb zasniva se na pečatu iz 17. stoljeća koji prikazuje isti takav utvrđeni grad u kružnom obliku s imenom grada uokolo. Današnje boje grba učvrstile su se tijekom 19. stoljeća.